# Ginástica artística na Universíada de Verão de 2009 - Feminino
Os resultados femininos da ginástica artística na Universíada de Verão de 2009 contaram com todas as provas.

## Resultados

### Individual geral
Finais
| Posição           | Ginasta                 | Total  |
| ----------------- | ----------------------- | ------ |
| Medalha de ouro   | CHN Jiang Yuyuan        | 57,050 |
| Medalha de prata  | CHN He Ning             | 56,600 |
| Medalha de bronze | PRK Kim Un Hyang        | 55,800 |
| 4                 | PRK Hing Un Jong        | 55,000 |
| 5                 | JPN Rie Tanaka          | 54,550 |
| 6                 | RUS Svetlana Klyukina   | 53,800 |
| 7                 | POL Marta Pihan         | 53,450 |
| 8                 | UKR Mhryna Sergiienko   | 53,050 |
| 9                 | JPN Sakiko Okabe        | 51,500 |
| 10                | CZE Jana Sikulova       | 51,450 |
| 11                | UKR Angelina Kysla      | 50,450 |
| 12                | RUS Maria Chibiskova    | 50,400 |
| 13                | HUN Laura Gombas        | 49,900 |
| 14                | POL Joanna Litewka      | 49,300 |
| 15                | AUT Barbara Gasser      | 49,050 |
| 16                | GBR Nina Dearman        | 48,650 |
| 17                | BRA Daniele Hypólito    | 47,100 |
| 18                | SLO Tamara Glazar       | 46,700 |
| 19                | CYP Athena Stavrinaki   | 46,050 |
| 20                | CYP Marilena Georgiou   | 45,400 |
| 21                | ISR Tali Liak           | 45,200 |
| 22                | SVK Viktoria Gyurusiova | 45,150 |
| 23                | SLO Carmen Horvat       | 44,900 |
| 24                | HKG Wong Hiu Ying Angel | 41,850 |

| Posição           | Ginasta                 | Pontos |
| ----------------- | ----------------------- | ------ |
| Medalha de ouro   | PRK Hong Un Jong        | 14,712 |
| Medalha de prata  | CHN Cheng Fei           | 14,362 |
| Medalha de bronze | RUS Tatiana Kazantseva  | 13,912 |
| 4                 | CZE Jana Komrskova      | 13,887 |
| 5                 | UKR Mhryna Sergiienko   | 13,750 |
| 6                 | UKR Marina Kostiuchenko | 13,650 |
| 7                 | JPN Rie Tanaka          | 13,612 |
| 8                 | HUN Laura Gombas        | 13,562 |

| Posição           | Ginasta               | Pontos |
| ----------------- | --------------------- | ------ |
| Medalha de ouro   | GBR Elizabeth Tweddle | 15,750 |
| Medalha de prata  | CHN Jiang Yuyuan      | 15,200 |
| Medalha de bronze | PRK Hong Un Jong      | 14,100 |
| 4                 | UKR Daria Zgoba       | 14,000 |
| 5                 | JPN Rie Tanaka        | 13,875 |
| 6                 | RUS Svetlana Klyukina | 13,775 |
| 7                 | CHN He Ning           | 13,400 |
| DSQ               | PRK Cha Yong Hwa      | 15,575 |

| Posição           | Ginasta                | Pontos |
| ----------------- | ---------------------- | ------ |
| Medalha de ouro   | CHN Jiang Yuyuan       | 14,850 |
| Medalha de prata  | CHN He Ning            | 14,675 |
| Medalha de bronze | UKR Daria Zgoba        | 13,950 |
| 4                 | RUS Svetlana Klyukina  | 13,875 |
| 5                 | PRK Kim Un Hyang       | 13,825 |
| 6                 | JPN Rie Tanaka         | 13,700 |
| 7                 | CZE Jana Komrskova     | 13,225 |
| 8                 | POL Marta Pihankulesza | 12,625 |

| Posição           | Ginasta                | Pontos |
| ----------------- | ---------------------- | ------ |
| Medalha de ouro   | GBR Elizabeth Tweddle  | 14,850 |
| Medalha de prata  | CHN Jiang Yuyuan       | 14,325 |
| Medalha de bronze | CHN He Ning            | 14,100 |
| Medalha de bronze | RUS Olga Alexeeva      | 13,750 |
| 5                 | POL Marta Pihankulesza | 13,725 |
| 6                 | CRO Tina Erceg         | 13,550 |
| 7                 | JPN Rie Tanaka         | 13,525 |
| 8                 | RUS Maria Chibiskova   | 13,475 |

### Equipes
Finais
| Posição           | País            | Total   |
| ----------------- | --------------- | ------- |
| Medalha de ouro   | China           | 169,150 |
| Medalha de prata  | Rússia          | 162,150 |
| Medalha de bronze | Japão           | 161,200 |
| 4                 | Ucrânia         | 161,150 |
| 5                 | Reino Unido     | 151,950 |
| 6                 | Coreia do Sul   | 142,100 |
| 7                 | Eslovênia       | 134,200 |
| DSQ               | Coreia do Norte | 161,450 |

*Cha Yong Hwa e equipe norte-coreana foram punidas por irregularidades no passaporte da atleta.